# Karmelietessenklooster (Hoogstraten)
Het Karmelietessenklooster van Hoogstraten was een van de Engelse kloosters in de Zuidelijke Nederlanden. Het moederklooster was het Karmelietessenklooster van Antwerpen van waaruit vele andere kloosters gesticht werden. Ze volgden de leer van Theresia van Ávila.

## Stichting van het klooster
Het was door toedoen van de Engelse koopman William Evans en Rijngravin Maria Gabriëla de Lalaing dat er in Hoogstraten een Engels klooster kwam. Begin 1676 werd aan de noordzijde van de K. Boomstraat een groot burgerhuis, zogenaamd "De Griffioen" aangekocht om er het nieuwe klooster te vestigen. Er werden enkele aanpalende huizen gekocht die verbouwd werden. Het klooster heeft als begindatum 18 augustus 1678 met de naam "Domus B. Teresiae a Jesu". Na de startperiode trad de dochter van de gravin, Maria Theresia op 15 oktober 1679 in in het klooster. In 1696 werd ze priorin. Ze stierf op 6 februari 1715.

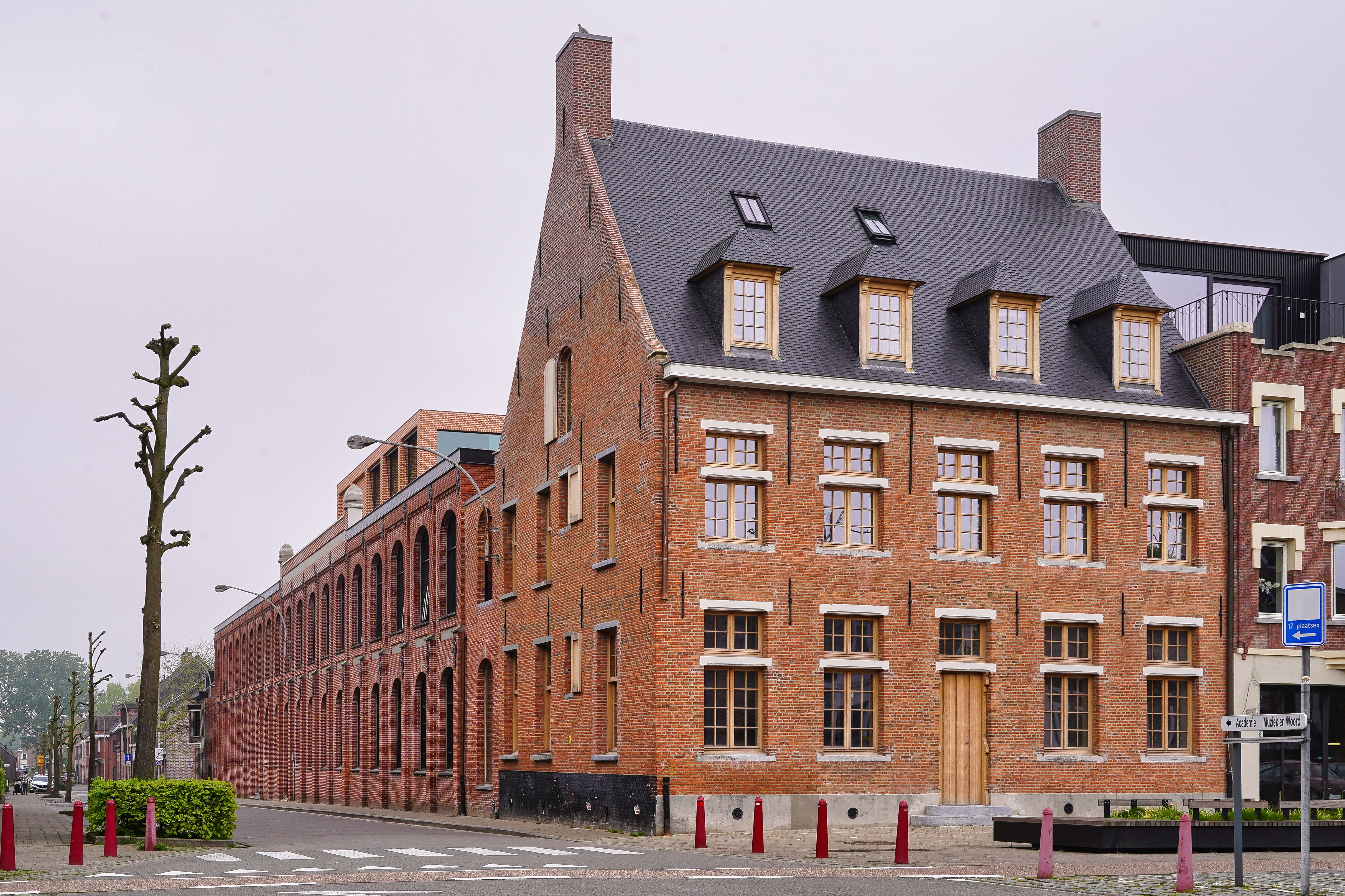
Het Torenijzer, het voormalig Karmelietessenklooster, zoals het er uit ziet na de heropbouw van de brand van 2017. Achter het gebouw zijn de klaslokalen van het Vrij Instituut voor Technisch Onderwijs (V.I.T.O.). De twee huizen ten noorden behoorden eveneens tot de gebouwen van het klooster.

## Lijst van priorinnen in Hoogstraten
|    | Periode priorin | Naam als burger            | Naam kloosterlinge                                     | Professie      | Verkozen tot priorin | Sterfdatum        | Opmerking                                                                                           |
| -- | --------------- | -------------------------- | ------------------------------------------------------ | -------------- | -------------------- | ----------------- | --------------------------------------------------------------------------------------------------- |
| 1  | 1678-1678       | Ann Harcourt               | Anna van Onze-Lieve-Vrouw                              |                |                      | 11 september 1678 | |
| 2  | 1678-1681       | Aloysia Wright             | Aloysia van Sint-Bernardus                             |                |                      | 1694              | |
| 3  | 1681-1687       | Theresa Wakeman            | Theresia van Jezus                                     |                |                      |                   | Keert daarna terug naar Antwerpen                                                                   |
| 4  | 1687-1693       | Mary Howard                | Maria Electa van Jezus                                 |                | 20 september 1687    | 8 april 1728      | |
| 5  | 1693-1696       | Margaret Burlan            | Margareta Ignatia van de Passie                        |                |                      | 1713              | |
| 6  | 1696-1702       | Maria Theresia van Lalaing | Maria Teresia van de Heilige Geest                     |                |                      |                   | Dochter van stichteres Gabriëlla van Lalaing                                                        |
| 7  | 1702-1712       | Margaret Burlan            | Margareta Ignatia van de Passie                        |                |                      | 1713              | Vlucht naar het Hof van Hoogstraten (Mechelen) 1701-1712                                            |
| 8  | 1712-1715       | Maria Theresia van Lalaing | Maria Teresia van de Heilige Geest                     |                |                      | 6 februari 1715   | Tweede termijn                                                                                      |
| 9  | 1715-1716       | Theresa Stepney            | Maria Gabriël Lucia van de Heilige Franciscus Xaverius |                | 30 juli 1715         |                   | Zij weigert aanvankelijk de aanstelling                                                             |
| 10 | 1716-1719       | Agnes Frances Burton       | Agnes Francisca van 't Heilig Kruis                    |                | 17 juli 1716         |                   | |
| 11 | 1719-1722       | Mary Busby                 | Theresia van Jezus                                     |                |                      |                   | |
| 12 | 1723-1725       | Seraphina Busby            | Seraphina Teresia van de Conception                    |                |                      |                   | |
| 13 | 1725-1729       | Agnes Frances Burton       | Agnes Francisca van 't Heilig Kruis                    |                | 31 december 1725     |                   | Voorheen priorin te Lier                                                                            |
| 14 | 1729-1729       | Mary Burnett               |                                                        |                |                      |                   | Stierf binnen het jaar, Theresia van Jezus neemt over als onderpriorin                              |
| 15 | 1732-1739       | Mary Busby                 | Theresia van Jezus                                     |                | 4 juli 1732          |                   | Twee termijnen van drie jaar                                                                        |
| 16 | 1739-1742       | Mary York                  | Mari Gabriel Luci van de Heilige Geest                 |                |                      | 21 september 1742 | |
| 17 | 1742-1755       | Isabella Burnett           | Isabella Maria Jozef van de Heilige Geest              |                | 23 oktober 1742      | 1755              | |
| 18 | 1756-1765       | Mary Ann Hunter            | Maria Anna van Jezus                                   |                | 28 juli 1756         | 25 april 1765     | |
| 19 | 1765-1774       | Mary Parkinson             | Maria Jozeph van Jezus                                 |                | 23 mei 1765          | 1774              | |
| 20 | 1774-1790       | Anne Matthews              | Bernardina Theresia Xav. van Sint-Jozef                | 3 oktober 1755 | 13 april 1774        | 1800              | Op 19 april 1790 reis naar Amerika en sticht het klooster in Port Tabacco, nu Baltimore klooster... |
| 21 | 1790-1794       | Anna Lewis Hill            | Anna van de Goddelijke Zaligmaker                      |                | 24 april 1790        | 1813              | Zij leidt de vlucht uit Hoogstraten in 1794. Zij is priorin tot 1795.                               |

## Stopzetting klooster in Hoogstraten in 1794
In 1792 vielen de legers van de Franse Republiek de Oostenrijkse Nederlanden binnen en begon de oorlog tegen religie. Na maanden van dreiging was er op 1 mei 1794 een algemeen alarm voor de kloosters om te vluchten. Vanuit Brugge kwam een vluchtelingenstroom op gang richting Holland. Daarna was Antwerpen aan de beurt. De Karmelietessen van Lier verlieten hun klooster op 21 juni van dat jaar. Twee zusters vertrokken vanuit Lier naar Hoogstraten om daar te gaan helpen. Tot hun verbazing kwamen ze in een klooster terecht zonder urgentie om te vertrekken, alsof ze niet bewust waren van wat er gaande was. De twee zusters van Lier organiseerden het vertrek door de Hoogstraatse zusters te helpen inpakken. Op 2 juli verlieten ze hun klooster te Hoogstraten via Breda en Rotterdam om uiteindelijk in Londen terecht te komen op 6 juli 1794. De Lierse kloosterlingen settelden zich in Darlington waar ze een nieuw klooster bouwden. De Hoogstraatse nonnen huurden een klein huis Friar’s Place, bij Acton in Londen. Op 15 augustus 1794 vertrok een brief vanuit Londen om de zusters in Maryland op de hoogte te brengen van de erbarmelijke omstandigheden waar ze nu in verzeild geraakt waren. Na enige tijd konden ze een huis verkrijgen bij Canford in Dorset. Daar vertrokken ze weer op 8 september 1825 noodgedwongen en de 14e september zeilden ze af naar Frankrijk, Torigni in Normandië. Vijf jaar later verhuisden ze weer naar Valognes (september 1830). Wellicht waren daar geen zusters uit Hoogstraten meer bij. Het klooster kon door een grote erfenis terugkeren naar Engeland, naar Chichester en daar bouwden ze het Hunstonklooster. Ook dit klooster werd verlaten in 1994. Er kwamen arbeiders uit de tuinbouw in wonen. Op 28 juni 2009 brandde het klooster in Engeland af.

## Herbestemming klooster Hoogstraten
In 1796 werden hun bezittingen aangeslagen en in 1798 verkocht. Het voormalig klooster werd achtereenvolgens door verschillende Franse gezinnen bewoond, als gendarmerie, slachterij en hospitaal ingericht, verhuurd aan behoeftigen, en zo meer tot het in 1853 werd aangekocht door Frans Van Bergen die er herberg "Het Keizershof" openhield. In 1921 werd het aangekocht door de Vakschool.
Woensdag 23 augustus 1995 brandde het Torenijzer voor een eerste keer uit na dakwerken. Op vrijdag 31 maart 2017 brandde het Torenijzer voor een tweede maal helemaal uit. Daarop besliste de vakschool V.I.T.O. om de gebouwen, klaslokalen, horecazaak en bloemenwinkel te verkopen.